# Austromyrtus aphthosa
Austromyrtus aphthosa är en myrtenväxtart som först beskrevs av Eugène Vieillard, Adolphe-Théodore Brongniart och Jean Antoine Arthur Gris, och fick sitt nu gällande namn av Karl Ewald Maximilian Burret. Austromyrtus aphthosa ingår i släktet Austromyrtus och familjen myrtenväxter. Inga underarter finns listade i Catalogue of Life.